# 칙술루브 충돌체

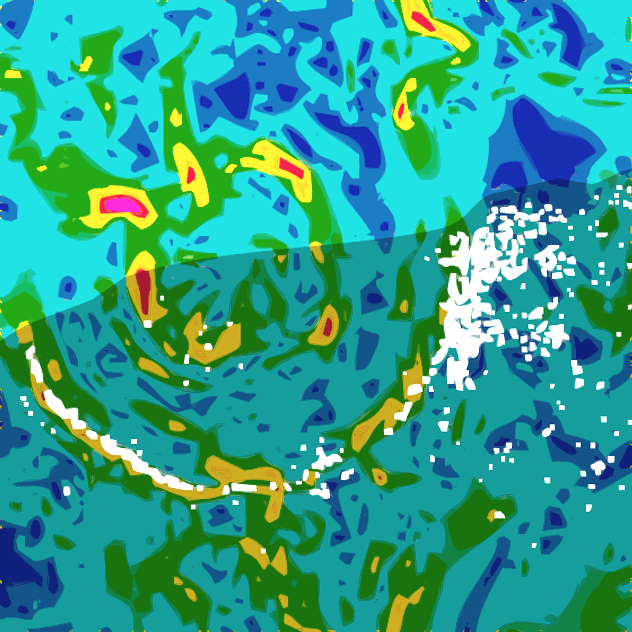

칙술루브 충돌체(영어: Chicxulub impactor, K/Pg 충돌체 또는 칙술루브 소행성)는 지름 11 ~ 81 km, 질량 1.0×1015 ~ 4.6×1017 kg으로 추정되는 소행성으로, 백악기 말기, 6600만 년 전 지구와 충돌하여 칙술루브 충돌구를 만들었을 것이라 여겨진다. 충돌체는 현재의 멕시코의 마을 칙술루브에서 얼마 떨어지지 않은 곳에 충돌했으며, 충돌체와 충돌구의 이름 모두 이 마을에서 따 왔다. 충돌체의 충돌 추정 시각이 백악기-팔레오기 경계와 일치하기 때문에, 과학계 전반에서는 이 충돌체의 충돌로 백악기-팔레오기 멸종이 일어나 공룡 등 여러 생물이 멸종했다는 가설을 받아들이고 있다.
충돌체가 형성한 충돌구는 지름 150 km 이상이며, 이는 지구에서 두 번째로 큰 것이다.

## 모천체
충돌체가 어디서 왔고 태양계의 다른 소행성과는 어떠한 관련이 있는지에 대해서는 여러 가설이 있다. 2007년 9월 윌리엄 보트케는 네이처에 충돌구 근방에 남아있는 미세한 파편에 포함된 탄소질 금속의 함량이 298 바피스티나와 비슷하게 희귀한 탄소질 콘드라이트에 속한다는 것을 근거로, 충돌체는 1억 6000만 년 전 소행성족 바피스티나족이 형성될 때 생겨난 소행성 중 하나라고 주장했다. 이 가설에 다르면 칙술루브 충돌체는 지름 약 170 km인 모천체에서 분리된 지름 약 60 km의 파편이다.
하지만 2011년 광역적외선탐사위성의 자료에 따르면 바피스티나족이 만들어진 시점은 8000만 년 전으로, 가설의 거의 반밖에 되지 않았다. 소행성의 지구와의 궤도 공명 발생 및 충돌에는 적어도 1000만 년 이상 걸리기 때문에, 가설에 의문이 제기되었다.
다른 이론에서는 플로라족의 354P/LINEAR를 칙술루브 충돌체와 같은 집단으로 제안했다.

## 같이 보기
- 백악기-팔레오기 멸종